# لکان (ایلینوی)
لکان، ایلینوی (به انگلیسی: Lacon, Illinois) یک شهر در ایالات متحده آمریکا با جمعیت ۱٬۹۷۹ نفر است که در ایلی‌نوی واقع شده‌است.